# Goldwater-Nichols Act
Der Goldwater-Nichols Department of Defense Reorganization Act of 1986 (PL 99-433) war ein Reformgesetz, das die militärische Befehls- und Kommandostruktur der US-Streitkräfte neu regelte. Es war die einschneidendste Reform im Verteidigungsministerium seit dem National Security Act von 1947. Sie ist nach Senator Barry Goldwater aus Arizona (Vorsitzender des Senate Armed Services Committee (SASC)) und dem Kongressabgeordneten Bill Nichols aus Alabama benannt, die diese Gesetzesinitiative einbrachten. Das Gesetz passierte das Repräsentantenhaus (383–27) und den Senat (95–0) und wurde von Präsident Ronald Reagan am 1. Oktober 1986 ratifiziert. Neben vielen weiteren Veränderungen wurde vor allem die militärische Kommandokette verschlankt, die seitdem vom Präsidenten über den Verteidigungsminister direkt zu den Kommandeuren der Unified Combatant Commands führt und dabei den Vorsitzenden der Vereinigten Stabschefs umgeht, dem dabei ausschließlich eine beratende Funktion zuteilwurde, obwohl er nominell weiter der ranghöchste Soldat der US-Streitkräfte blieb.

## Geschichte und Hintergrund
Bereits im Zweiten Weltkrieg gab es Abstimmungsprobleme durch parallele voneinander unabhängiger Befehlsketten zwischen Präsident, den einzelnen Ministerien (Department of War und Department of the Navy, beide mit Kabinettsrang) sowie den beiden (damals nur zwei) existierenden Teilstreitkräften.
Nach der Streitkräftereform (National Security Act) von 1947 gab es immer noch parallele Kommandostrukturen. Die Stabschefs der einzelnen Teilstreitkräfte bildeten (auch nach dem Goldwater-Nichols Act) gemeinsam das Gremium der Joint Chiefs of Staff (JCS) und wählten aus ihre Mitte den Vorsitzenden (Chairman of the JCS), der dem Verteidigungsminister verantwortlich war. Beide waren dann gemeinsam dem Präsidenten in seiner Funktion als Oberbefehlshaber aller US-Streitkräfte verantwortlich.
Der Goldwater-Nichols Act war der Versuch, der Rivalität zwischen den einzelnen Teilstreitkräften um Einfluss und Budgetzuteilung entgegenzuwirken und die dadurch verursachte mangelnde Fähigkeit für Verbundoperationen (Jointness-Prinzip) abzubauen. Bereits während des Vietnamkrieges wurden diese Schwierigkeiten sichtbar, aber erst die 1980 gescheiterte Geiselbefreiung in Teheran (Operation Eagle Claw) und das Desaster bei der Besetzung Grenadas (Operation Urgent Fury) 1983 machten einen dringenden Handlungsbedarf deutlich.
Diese kontraproduktive Rivalität manifestierte sich auch in Friedenszeiten bei dem Verteilungskampf um Gelder und der Nichtabstimmung von Beschaffungsprojekten (Bedarfsanalyse und Entwicklung von Waffensystemen und Ausrüstung) untereinander. Das verursachte teure und unnötige Redundanzen nicht nur bei der Beschaffung, sondern auch bei den Organisationsstrukturen (militärische Einrichtungen und Kommandos), die außerdem noch die Kommandokette zusätzlich verkomplizierten. Selbst die Entwicklung von Gefechtsdoktrinen wurde teilweise voneinander unabhängig und sogar widersprüchlich durchgeführt.
Die Ausarbeitung der AirLand Battle-Doktrin Ende der 1970er- und Anfang der 1980er-Jahre legte die Koordinationsschwierigkeiten bei den geplanten Verbesserungen innerhalb der einzelnen Teilstreitkräfte offen. Ziel dieses neuen Einsatzkonzeptes sollte eine Vereinheitlichung der bis dahin unterschiedlichen Handlungsmaßgaben sein. Dabei sollte erreicht werden, dass Land-, Luft und Seestreitkräfte einschließlich der weltraumgestützten Waffensysteme aufeinander abgestimmt, eben im Verbund, operieren. Dieses dringend notwendige Konzept wurde aber durch die beschriebenen Strukturprobleme vereitelt. Keine der Teilstreitkräfte war zu Kompromissen bereit.
Diese zwar schon seit über 40 Jahren bestehenden Reibungsverluste kulminierten Anfang der 1980er Jahre in den Verteilungskämpfen, die sich durch die massive Aufstockung des Verteidigungshaushaltes der Reagan-Regierung noch verschärften und bei der jede Teilstreitkraft nach Kräften versuchte, die andere bei der Budgetzuteilung auszustechen. Dies führte zusammen mit den so deutlich aufgetretenen Schwächen bei der Gefechtsführung von Verbundoperationen dazu, dass der Kongress das Verteidigungsministerium anrief, diese strukturell bedingten Probleme durch eine Neuorganisation zu korrigieren.
Die Nichtbeachtung dieser Empfehlung führte schließlich zu dem Goldwater-Nichols-Gesetz, das nun das Department of Defense 1986 zu der dringend nötigen Reform zwang.

## Ergebnisse der Reform

### Wirtschaftlichkeit
Da das Militär auch bei begrenzten Etats in der Lage sein muss, seinen Auftrag zu erfüllen, werden mit der Kooperation im Beschaffungswesen teure und überflüssige Duplikationen vermieden, so wie es beispielsweise bei der praktisch gleichzeitigen Anschaffung der EF-111A Raven durch die Air Force und der EA-6B Prowler durch die Navy der Fall gewesen war.

### Effizienz
Effizienz ergibt sich unmittelbar aus der Abschaffung redundanter Verbände und Organisationen. Separate Entwicklungen von Waffen, Material und Ausrüstungen nebeneinander werden ausgeschlossen. Erster Erfolg war die gemeinsame Entwicklung der GPS-gesteuerten Abwurflenkwaffen für Luft- und Seestreitkräfte (präzisionsgelenkte Munition) und der Stealthtechnologie.

### Effektivität
Effektivität entsteht durch den Nutzen, der sich aus dem Druck zur teilstreitkraftübergreifenden Zusammenarbeit ergibt. Das typische Kastendenken innerhalb der einzelnen Waffengattungen wird überwunden und das gegenseitige Verständnis für die Eigenheiten und operativen Erfordernisse der jeweils anderen gefördert.
Die Reform führte zu einer Neustrukturierung der Kommandobereiche und ihre Beziehung zueinander. Durch den Goldwater-Nichols Act wurde die militärische Beratung des Präsidenten in der Funktion des Vorsitzenden der Vereinigten Stabschefs gebündelt und dadurch divergierende eventuell gegensätzliche andere Meinungen, die früher von den Stabschefs der Teilstreitkräfte hätte kommen können, ausgeschlossen. Gleichzeitig wurden zunächst acht oberste Kommandobehörden geschaffen, die Unified Combatant Commands, deren Chefs zu ihrem militärischen Rang auch den Titel Commander in Chief führten. Diese Kommandoeinrichtungen teilen sich in regionale und funktionale auf. Die funktionalen bilden die Einsatzkräfte aus, stellen sie bereit und rüsten sie aus, während die Regionalkommandos sie anfordern und zum Einsatz bringen. Die, denen die Einsatzkräfte „gehören“ (Funktionalkommandos), haben keine operative Kontrolle über sie und denen, die sie einsetzen (Regionalkommandos), gehören sie nicht. Wenn die Kräfte dann einem Regionalkommando (je nach Erfordernissen auch temporär) unterstehen, wird dennoch von den Funktionalkommandos erwartet, dass sie Nachschub, Ersatz und Wartung von Personal und Material gewährleisten.
Der Panamafeldzug (Operation Just Cause), bei der General Maxwell R. Thurman als Befehlshaber des Regionalkommandos US Southern Command (SOUTHCOM) sämtliche US-Streitkräfte kommandierte, ohne mit einem Stabschef der Teilstreitkräfte Kompromisse aushandeln zu müssen, war der erste sichtbare operative Erfolg der Reform.

## Veränderungen
Nach dem Nunn-Cohen Amendment wurde 1987 das US Special Operations Command (SOCOM) eingerichtet, das sämtliche Spezialeinsatzkräfte der Streitkräfte (zunächst mit Ausnahme der des Marine Corps) befehligte. Ab dem 20. Juni 2003 wurden auch Teile der Marines unter dem Kommando Marine Corps Forces Special Operations Command dem SOCOM unterstellt.
Am 29. Oktober 2002 veranlasste Verteidigungsminister Donald Rumsfeld, dass die Kommandeure der Unified Combatant Commands den Titel Commander in Chief ablegen, da nur der Präsident als Oberbefehlshaber der Streitkräfte diese Bezeichnung führen sollte, um die Befehlskette begrifflich zu präzisieren.